# Camponotus pinguis
Camponotus pinguis är en myrart som först beskrevs av Oswald Heer 1850.  Camponotus pinguis ingår i släktet hästmyror, och familjen myror. Inga underarter finns listade.